# Macumba River
Macumba River är ett vattendrag i Australien. Det ligger i delstaten South Australia, omkring 800 kilometer norr om delstatshuvudstaden Adelaide.
Trakten runt Macumba River är ofruktbar med lite eller ingen växtlighet. Trakten runt Macumba River är nära nog obefolkad, med mindre än två invånare per kvadratkilometer. Genomsnittlig årsnederbörd är 152 millimeter. Den regnigaste månaden är februari, med i genomsnitt 47 mm nederbörd, och den torraste är augusti, med 2 mm nederbörd.